# Chapai Nawabganj

Lage von Nawabganj in Bangladesch

Nawabganj (bengalisch: চাঁপাইনবাবগঞ্জ), auch Chapai Nawabganj, ist ein Distrikt in Rajshahi. Die im Hauptstadt des Distrikts bildet die gleichnamige Stadt Nawabganj, die auch Verwaltungszentrum der Division ist. Die Gesamtfläche des Distrikts beträgt 1702,6 km². Der Distrikt setzt sich aus 5 Upazilas zusammen. 
Der nördliche und westliche Teil von Nawabganj wird von den indischen Distrikten Malda und Murshidabad begrenzt, der östliche vom Distrikt Naogaon und der südöstliche vom Distrikt Rajshahi. Der Distrikt hat 1.647.521 Einwohner (Volkszählung 2011). Die Alphabetisierungsrate liegt bei 42,9 % der Bevölkerung. Muslime machten 95,36 % der Bevölkerung aus, Hindus 4,04 %, Christen 0,35 % und andere 0,25 %.
Das Klima ist tropisch und das ganze Jahr über warm. Die jährliche Durchschnittstemperatur dieses Distrikts variiert von maximal 37,8 Grad Celsius bis minimal 11,2 Grad. Die jährliche Niederschlagsmenge beträgt 1862 mm (2011) und die Luftfeuchtigkeit ist ganzjährig hoch.
Die Wirtschaft des Distrikts ist vorwiegend von der Landwirtschaft geprägt. Laut der Volkszählung von 2011 arbeiten 64,2 % der Arbeitskräfte in der Landwirtschaft, 29,2 % im Dienstleistungssektor (meist in informellen Verhältnissen) und 6,6 % in der Industrie.